# کوزوماکی، ایواته
کوزوماکی، ایواته (به لاتین: Kuzumaki, Iwate) یک منطقهٔ مسکونی در ژاپن است که در استان ایواته واقع شده‌است. کوزوماکی ۴۳۴٫۹۹ کیلومترمربع مساحت و ۶٬۷۴۱ نفر جمعیت دارد.